# Rákoš, Revúca
Rákoš este o comună slovacă, aflată în districtul Revúca din regiunea Banská Bystrica. Localitatea se află la altitudinea de 352 m deasupra n.m., se întinde pe o suprafață de 13,03 km2 și în 2017 număra 424 de locuitori. Se învecinează cu Sirk și Kameňany.

## Istoric
Localitatea Rákoš este atestată documentar din 1318.

## Demografie
| An:                | 1994 | 2004   | 2014   | 2024   |
| ------------------ | ---- | ------ | ------ | ------ |
| Număr de persoane: | 382  | 413    | 428    | 402    |
| Diferență:         |      | +8,11% | +3,63% | −6,07% |

| An:                | 2023 | 2024   |
| ------------------ | ---- | ------ |
| Număr de persoane: | 405  | 402    |
| Diferență:         |      | −0,74% |